# شیخ‌رجب (هریس)
شیخ‌رجب یکی از روستاهای استان آذربایجان شرقی است که در نزدیکی شهر تبریز قرار دارد کدخدای روستا رضا پورصادق شیخ رحب نام دارد  دهستان بدوستان غربی بخش خواجه شهرستان هریس واقع شده‌است.